# Cabeceiras (ort)
Cabeceiras är en ort i Brasilien.   Den ligger i kommunen Cabeceiras och delstaten Goiás, i den sydöstra delen av landet, 110 km öster om huvudstaden Brasília. Cabeceiras ligger 920 meter över havet och antalet invånare är 7 346.
Terrängen runt Cabeceiras är platt åt sydväst, men åt nordost är den kuperad. Runt Cabeceiras är det mycket glesbefolkat, med 6 invånare per kvadratkilometer..
Omgivningarna runt Cabeceiras är huvudsakligen savann.